# Aznar I Galíndez
Aznar I Galíndez (c. 780- c. 839), también llamado Aznard o Achinard, fue conde de Aragón desde 809 hasta 820, sucesor de Aureolo tras su muerte. Desde la pérdida de Aragón hasta su muerte en 839, Aznar I fue conde de Cerdaña y de Urgel. Algunas fuentes lo mencionan también como conde de Jaca.
Aznar I era bisnieto de Galindo, probablemente el primer cabeza de familia que se introdujo con los francos en la región.

## Descendencia
No se conoce el nombre de su esposa y/o madre de sus hijos que fueron:
- Matrona Aznárez, casada con García Galíndez,[2][1] que depuso a Aznar I y gobernó desde 820 hasta 828/833;
- Céntulo Aznárez,[1][3] asesinado por García Galíndez entre los años 820 y 828;
- Galindo I Aznárez,[1][3] conde de Aragón entre 844 y 867 y de Urgel y Cerdaña hasta 844;
- Ailona o Aylo Aznárez,[4] a quien dio como dote de matrimonio la villa de Sendret.[1]

Aznar I gobernó en un principio bajo influencia franca. Se supone que la alianza con los francos fue abandonada en 820 a favor de un acercamiento a Pamplona y a los Banu Qasi del valle del Ebro. Esto le hizo perder el condado de Aragón aunque fue recompensado con los de Urgel y Cerdaña.